# There Is Nothing Left to Lose
There Is Nothing Left to Lose ist das dritte Studioalbum der Foo Fighters. Es erschien am 2. November 1999 und war der Nachfolger des erfolgreichsten Foo Fighters Albums The Colour and the Shape. Es war die erste Veröffentlichung der Band auf dem BMG-Label RCA und erreichte in der ersten Woche in den USA und in Großbritannien Platz 10 und erweitert ihre Fangemeinde mit Hits wie Learn To Fly, Stacked Actors, Breakout und Next Year. Viele der Songs unterscheiden sich von den ersten beiden Alben der Band, da sie radiotauglicher und weniger aggressiv sind. Durch die melodische Musik von Andrew Gold, Gerry Rafferty, Peter Frampton, Helen Reddy und Phoebe Snow ließ sich Dave Grohl zu eigenen Songs für das Album inspirieren. Damals feierte ein neues Musikgenre namens Nu Metal große Erfolge, mit Bands wie Korn und Limp Bizkit, wovon sich Dave Grohl jedoch klar abzugrenzen versuchte, indem er bewusst melodieselige Rock-Lieder schrieb.
Es ist das erste Album der Foo Fighters, das im eigens gebauten heimischen Kellertonstudio namens Studio 606 von Bandchef Dave Grohl auf dessen idyllischem Anwesen in Alexandria, Virginia aufgenommen wurde, fernab der glamourösen Musikindustrie in Hollywood. Für das Album erhielten die Foo Fighters ihren ersten Grammy, in der Kategorie Bestes Rock-Album.
There Is Nothing Left to Lose ist das erste Album mit Taylor Hawkins als Schlagzeuger und das letzte ohne Chris Shiflett als Gitarristen. 
Frühe Pressungen der CD enthalten die auf dem Cover abgebildete Tätowierung als Klebetattoo. Das Album wurde 2001 in Australien als 2-Disk-Version wiederveröffentlicht. Die zweite CD enthält vier Videos und den Bonustitel Fraternity. Das Cover der Wiederveröffentlichung zeigt den australischen Schwimmer Michael Klim, der das Foo-Fighters-Klebetattoo bei einem Wettbewerb auf seinem linken Oberarm trägt.

## Titelliste
1. Stacked Actors – 4:17
2. Breakout – 3:21
3. Learn to Fly – 3:58
4. Gimme Stitches – 3:42
5. Generator – 3:48
6. Aurora – 5:50
7. Live-In Skin – 3:53
8. Next Year – 4:37
9. Headwires – 4:38
10. Ain’t It the Life – 4:17
11. M.I.A. – 4:03
12. Fraternity (Bonustrack in Australien) – 3:10

## Singleauskopplungen
| Jahr | Titel          | Höchstplatzierung, Gesamtwochen, AuszeichnungChartplatzierungen (Jahr, Titel, , Platzierungen, Wochen, Auszeichnungen, Anmerkungen) | Höchstplatzierung, Gesamtwochen, AuszeichnungChartplatzierungen (Jahr, Titel, , Platzierungen, Wochen, Auszeichnungen, Anmerkungen) | Höchstplatzierung, Gesamtwochen, AuszeichnungChartplatzierungen (Jahr, Titel, , Platzierungen, Wochen, Auszeichnungen, Anmerkungen) | Höchstplatzierung, Gesamtwochen, AuszeichnungChartplatzierungen (Jahr, Titel, , Platzierungen, Wochen, Auszeichnungen, Anmerkungen) | Höchstplatzierung, Gesamtwochen, AuszeichnungChartplatzierungen (Jahr, Titel, , Platzierungen, Wochen, Auszeichnungen, Anmerkungen) | Höchstplatzierung, Gesamtwochen, AuszeichnungChartplatzierungen (Jahr, Titel, , Platzierungen, Wochen, Auszeichnungen, Anmerkungen) | Anmerkungen                                                    |
| Jahr | Titel          | DE | AT | CH | UK | US | Rock | Anmerkungen                                                    |
| ---- | -------------- | --- | --- | --- | --- | --- | --- | -------------------------------------------------------------- |
| 1999 | Learn to Fly   | DE97 1 (1 Wo.)DE | AT69 1 (1 Wo.)AT | CH41 1 (1 Wo.)CH | UK21 Gold · (4 Wo.)UK | US19 Platin · (21 Wo.)US | Rock2 (30 Wo.)Rock | Erstveröffentlichung: 18. September 1999 Verkäufe: + 1.595.000 |
| 2000 | Stacked Actors | — | — | — | — | — | Rock9 (13 Wo.)Rock | Erstveröffentlichung: 17. Januar 2000                          |
| 2000 | Generator      | — | — | — | — | — | — | Erstveröffentlichung: 6. März 2000                             |
| 2000 | Breakout       | — | — | — | UK29 (3 Wo.)UK | — | Rock11 (12 Wo.)Rock | Erstveröffentlichung: 18. September 2000                       |
| 2000 | Next Year      | — | — | — | UK42 (2 Wo.)UK | — | — | Erstveröffentlichung: 4. Dezember 2000                         |

grau schraffiert: keine Chartdaten aus diesem Jahr verfügbar

## Rezeption

### Auszeichnungen
- 2000 Grammy Award in der Kategorie Bestes Rock-Album[7]
- 2001 Grammy Award in der Kategorie Bestes Musik-Kurzvideo für Learn to Fly

### Charts und Chartplatzierungen
| ChartsChartplatzierungen       | Höchstplatzierung | Wochen |
| ------------------------------ | ----------------- | ------ |
| Deutschland (GfK)              | 23 (4 Wo.)        | 4      |
| Österreich (Ö3)                | 34 (2 Wo.)        | 2      |
| Vereinigtes Königreich (OCC)   | 10 (44 Wo.)       | 44     |
| Vereinigte Staaten (Billboard) | 10 (41 Wo.)       | 41     |

### Auszeichnungen für Musikverkäufe
| Land/Region                  | Auszeichnungen für Musikverkäufe (Land/Region, Auszeichnung, Verkäufe) | Verkäufe  |
| ---------------------------- | ---------------------------------------------------------------------- | --------- |
| Australien (ARIA)            | 2× Platin                                                              | 140.000   |
| Brasilien (PMB)              | Gold                                                                   | 100.000   |
| Indonesien (ASIRI)           | Gold                                                                   | 25.000    |
| Irland (IRMA)                | Gold                                                                   | 7.500     |
| Japan (RIAJ)                 | Gold                                                                   | 100.000   |
| Kanada (MC)                  | Platin                                                                 | 100.000   |
| Neuseeland (RMNZ)            | Platin                                                                 | 15.000    |
| Portugal (AFP)               | Gold                                                                   | 20.000    |
| Singapur (RIAS)              | Gold                                                                   | 7.500     |
| Vereinigte Staaten (RIAA)    | Platin                                                                 | 1.311.000 |
| Vereinigtes Königreich (BPI) | 2× Platin                                                              | 600.000   |
| Insgesamt                    | 6× Gold · 7× Platin ·                                                  | 2.426.000 |

Hauptartikel: Foo Fighters/Auszeichnungen für Musikverkäufe